# Nikolaus Joseph von Jacquin
Nikolaus Joseph von Jacquin (Leida, 16 febbraio 1727 – Vienna, 26 ottobre 1817) è stato un medico, chimico e botanico olandese.
Dopo aver compiuto gli studi di medicina alla Università di Leida, si trasferisce dapprima a Parigi e quindi a Vienna.
Tra il 1755 ed il 1759 Jacquin fu inviato da Francesco I nelle Indie Occidentali ed in America Centrale, per raccogliere piante per le collezioni del castello di Schönbrunn.
Nel 1762 viene nominato Professore di Mineralogia a Schemnitz (ora Banská Štiavnica in Slovacchia).
Nel 1768 ottiene l'incarico di Professore di Botanica e Chimica alla Università di Vienna, nonché di Direttore dell'Orto botanico. Alla sua morte gli succede il figlio, Joseph Franz von Jacquin.
Alla sua memoria sono dedicati i generi Jacquinia (Theophrastaceae) e Jacquiniella (Orchidaceae).

## Opere

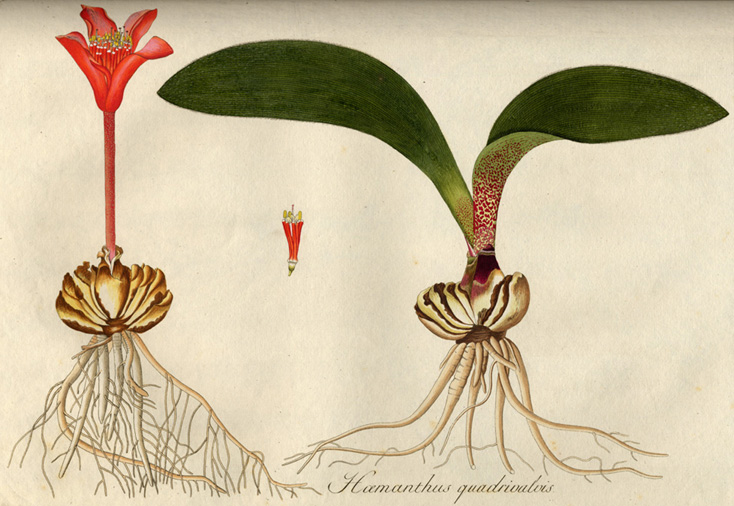
Tavola botanica da Plantarum Rariorum Horti Caesarei Schoenbrunnensis (1797-1798)

- Selectarum Stirpium Americanarum (1763), http://www.botanicus.org/title/b12074652
- Observationum botanicarum iconibus ab auctore delineatis illustratarum (vol. 1 1764, vol. 2 1767, vol. 3 1768, vol. 4 1771)
- Flora Austriaca (1773–1778), http://www.botanicus.org/title/b12003402
- Icones plantarum rariorum (1781–1793). http://www.botanicus.org/title/b11927124
- Hortus botanicus Vindobonensis (1770-1776) con illustrazioni di Franz Anton von Scheidel
- Plantarum Rariorum Horti Caesarei Schoenbrunnensis (1797-1798)

| Jacq. è l'abbreviazione standard utilizzata per le piante descritte da Nikolaus Joseph von Jacquin. Consulta l'elenco delle piante assegnate a questo autore dall'IPNI. |